# Джамбатіста Лоллі
Джамбатіста Лоллі (італ. Giambattista Lolli; 1698, Модена — 4 червня 1769) — італійський шахіст і теоретик. Один із найвідоміших італійських шахістів XVIII сторіччя, представник моденської шахової школи. Автор праці «Спостереження за теорією і практикою гри в шахи» (Болонья, 1763).

## «Спостереження…» та внесок у теорію шахів
Трактат Лоллі «Спостереження за теорією і практикою гри в шахи» (італ. Osservationi teorico-practiche sopra il giuco scacci, Болонья, 1763) — своєрідна енциклопедія-підручник, що висвітлює всі етапи шахової партії. Книга стала одним з найкращих шахових видань Італії та Європи XVIII сторіччя. До книги включено тексти з книги іншого представника моденської школи, Ерколе Дель Ріо, виданої 1750 року, а також додано нові тексти цього письменника, написані спеціально для видання Лоллі. В частині, яка присвячена дебюту та загальному аналізу гри, шахіст дотримується принципів моденської школи і критикує позиційні погляди Франсуа Філідора, який приділяв велику увагу пішакам. До розділу про ендшпіль включено 100 комбінаційних завдань, чим автор, імовірно, наслідує англійця Філіппа Стамму, який раніше також представив 100 вигаданих комбінацій у своїй шаховій книзі. Деякі аналізи ендшпілю, наприклад, «тура і слон проти слона», досі не втратили своєї теоретичної цінності.
Іменем шахіста названо варіант у прийнятому королівському гамбіті. Він має назву «гамбіт Лоллі», або «гамбіт Муціо—Лоллі»: 1. e4 e5 2. f4 ef4 3. Кf3 g5 4. Сc4 g4 5. С: f7+? Сучасна теорія вважає його неправильним.